# Куин-Мод (хребет)
Куи́н-Мод (англ. Queen Maud Mountains, норв. Dronning Mauds Fjell) — группа горных хребтов в Антарктиде, в средней части системы Трансантарктических гор.
Хребет простирается от верховьев ледника Бирдмора почти на 400 км. Значительная часть вершин хребта поднимается выше 2500—3000 м. Хребет сложен верхнепротерозойской сланцево-граувакковой толщей, в верхней части которой широко развиты лавы. Выше залегают платформенные осадки палеозойского возраста.
Хребет был открыт в 1911 году норвежской антарктической экспедицией Руаля Амундсена и назван в честь норвежской королевы Мод.